# 林毅夫奔喪爭議與臺灣法律追訴
林毅夫叛逃事件後，林毅夫对于他曾為台灣軍官卻在金門前線逃亡到中国大陸的經歷很低调。2002年5月9日，林毅夫的父親林火樹在台湾宜蘭过世。5月29日，台灣民進黨籍立委蔡同榮向政府陳情，認為當年叛逃追訴時效已過，政府應讓「林正義叛逃案」結案，批准林毅夫返台奔喪，同時亦可借重林毅夫與中國大陸高層關係，及其在財經方面的專業，為兩岸經貿往來做有利於台灣發展的建言。陸委會基於「人道精神」考慮同意林毅夫入境，內政部警政署入出境管理局亦將核發入境許可。
如果林毅夫來台奔喪，被指派調查本案的國防部北部軍事地方法院桃園分檢署檢察官，屆時為保存證據，將會限制林毅夫出境，並以必要手段要求他到案說明。官員同時指出，林毅夫如果來台，將從桃園中正機場入境，因此指派桃分檢負責調查，由於林當年叛逃的真相有許多部份須釐清，所以原則上在林入境後就應該會傳喚林毅夫到庭說明，假若他拒絕，也可能強制拘提，這方面軍檢單位都已經著手進行沙盤推演。
國防部長湯曜明指出，林毅夫仍被國軍视为叛變逃亡军官，一旦返台将面临《陸海空軍刑法》調查與審判；而陸委會與內政部入出國及移民署則表示，仍同意核發入境證件，但返台後法律責任將由林毅夫自負。林毅夫當時正在美國訪問，他的妻子陈云英赴香港等候。最後，局勢未能好轉，林毅夫確定無法赴台，而由美國飛至香港後返回北京，由陳雲英赴台代其追悼，林毅夫則在北大朗潤園設靈堂遙祭先父。
因配合軍事審判法修正，軍事案件全數移由司法處理。林毅夫案全案卷證，於2014年1月13日移由金門地方檢察署接辦，林毅夫繼續發布通緝。

## 案件所涉法律和撫卹金追討

### 所涉法律
中華民國軍方強調林毅夫身為駐守金門戰地之中華民國國軍軍官，其1979年陣前叛逃之行為不可原諒，根據《中華民國陸海空軍刑法》投敵罪發佈通緝；台灣《大紀元時報》指出該《中華民國陸海空軍刑法》中有規定，「投敵者，處死刑。」

### 撫卹金問題
林毅夫當年「失蹤」經搜尋一年無結果後，284師依規定在1980年辦理「陸上失蹤屆期宣告意外死亡」，依其服役年資核發的撫卹金新台幣47萬餘元由其父林火樹及妻陳雲英領取，1987年5月給卹期滿。軍方表示，由於林毅夫叛逃行為屬實，撫卹事實不存在，領取撫卹金而未退還已涉嫌詐領，未來必須連本帶利追回撫卹金上百萬。目前訴訟至臺北高等行政法院，94年度訴更一字第160號判決命林火樹繼承人應返還新臺幣313437元及利息161703元。
陳雲英參加公公林火樹喪禮時即表示，撫卹金是當初政府給的，轉訴她林毅夫失蹤，還要配合領撫卹金。此外林毅夫的大哥林旺松也說，民國72年陳雲英到美國與林毅夫會合，但仍續領撫卹金，這是政府要他們「配合」的。

## 軍法機關與智庫意見
軍檢單位官員指出，解嚴與否並不影響對林毅夫逃亡是「連續犯」或「即成犯」的認定，雖然包括當時的戰時軍律都已廢止，但就法論法來說，犯罪事實行為並不會受到時空轉變而消失。他認為，由於過去幾乎沒有和林毅夫相同的案件和判例，即使承辦檢察官提出理由認定林毅夫是屬於「連續犯」，但因為缺乏判例支持，就算軍事檢察官決定起訴，法官可能也會有不同看法。該軍檢官員表示，就林毅夫案來看，由於戰時軍律已經廢止，已經沒有所謂的「敵前逃亡罪」，基於法官通常會選擇「對行為人有利」法條原則，就算起訴，只能以2001年才修正實施的《陸海空軍刑法》中第39條起訴，也就是「意圖長期脫免職役而離去或不就職役者，處五年以下有期徒刑」。不過，依他個人判斷，最後仍可能會以超過20年追訴期做不起訴處理機會較高。
資深軍事檢察官憂心表示，過去由軍法單位來解釋軍法，不會有太多爭議或其他解釋空間，但在軍事案件移由司法接辦後，由於體系不同，司法官或司法檢察官對於陸海空軍刑法的解釋及認定空間，可能比軍法人員來得寬鬆。他說，2014年1月在移交林毅夫案給司法時，將會就繼續發布通緝林毅夫的必要性，向司法單位說明軍方立場。
財團法人國家政策研究基金會憲政法制組助理研究員何子倫表示：「就赦免的觀點而言，針對林毅夫『叛逃』事件，本質上屬『一般赦免』之大赦無法適用於此一個案，而林案目前既未經法院確定判決為刑之宣告，亦無從以『個別赦免』之特赦免除其刑之執行。若一定要給予其大赦或特赦，不僅因須歷經繁複的行政、立法或司法程序始能為之，實已緩不濟急，無助於立時解決林案的爭議，且此等赦免是否必要？並非毫無疑義。再者，針對林案為大赦之舉，亦可能撼動整體法律秩序及價值，顯然得不償失。因此，惟有藉由刑事司法程序的踐履，釐清櫚關問題，始能徹底解決林案之爭議，欲以非司法的力量或方式介入，不僅使本案治絲益棼，也將嚴重斲傷法治的精神！」
若就個案考量之觀點，欲僅針對林毅夫個人，解除國家刑罰，宜採「個別赦免」之措施，亦即以「特赦」之方式為之。然而「特赦」係針對已受確定判決之犯罪人，免除其刑罰執行之赦免措施，以目前林案之情形而言，不僅未受有法院之確定判決，甚至未進入偵查、審判等刑事訴訟程序，故並不存在特赦所得赦免之刑罰，總統自無從對林某為特赦。因此，如欲對林某個人為特赦，必須俟林案完成偵查、審判程序，法院作出確定判決之後，總統方得特赦其所受宣告之刑，而免除其刑罰之執行。然而如此一來，可能由於刑事程序的曠日廢時，特赦已無實益。而在偵查及審判過程，林某亦有可因犯罪追訴權時效消滅，由檢察官依刑事訴訟法第二五二條第二款規定為「不起訴處分」，或法院依刑事訴訟法第三Ｏ二條第二款規定為免訴判決，此時既無刑罰存在，即無特赦之必要。因此，目前無法對林某為特赦，使其免於刑事訴追。

## 中華民國現任及歷任元首回應
中華民國總統府發言人范姜泰基表示，馬英九總統相當肯定與敬佩星雲法師慈悲為懷、致力社會安定和諧的人道精神。至於林毅夫的個案，范姜泰基強調，林毅夫目前仍由國防部高等軍事法院檢察署通緝中；中華民國是法治國家，林毅夫若返台到案，將由軍法機關依法辦理。
中華民國前總統陳水扁在《壹週刊》專欄中表示，如果台灣與大陸真是馬英九總統所說「一國兩區」，現任世界銀行副行長林毅夫當年「何叛逃之有」？陳水扁表示，若依一國兩區之說，林毅夫不過是從中華民國的「台灣地區」跑到「大陸地區」，都在「一國」之內，這樣如何「叛逃」。陳水扁表示，中華民國領土所稱「固有疆域」範圍的界定，屬重大政治問題，不應由釋憲機關解釋。因此，他說「台灣中國、一邊一國」，馬總統說「一國兩區」，應該都是「政治語言」。
中華民國前總統李登輝表示，林毅夫事件的根源在於台灣的教育失敗，林毅夫當時被教育成愛台灣也要愛中國才有今天的悲劇，這就是台灣認同的問題，並認為林毅夫事件就是台灣教育失敗的最好例證。再談到，是否贊成讓林毅夫回台灣奔喪，李登輝但卻點出這個問題中更深沉的問題，就是台灣認同。他以聖經中摩西帶領子民回迦南地建立新國度的故事，比喻有些人到了新半島，卻還不認同自己是神的子民。李登輝強調，台灣認同的問題需要做更大的教育改革。

## 國防部方面
1979年5月28日，二八四師政戰主任李醇典奉命率員到宜蘭林家說明，當時就告訴家屬應該是叛逃了，但這不是體面的事情，對外宣揚於公於私都沒有必要。軍方雖以失蹤結案，但金防部已擬妥人員懲處方案上呈國防部，不過當時的參謀總長宋長志認為此案干係重大，以無法確定“林毅夫”是否成功抵達大陸為理由，暫緩相關人等的處分。但在1993年6月與1994年5月軍方分別接獲情資，指稱大陸社科院要員與國務院農林經濟部副部長林毅夫（实为国务院发展研究中心农村部副部长），幾乎確定就是叛逃的“林正誼”，總政戰部主任楊亭雲最後決定均不予反應。
2002年6月1日，軍檢單位官員表示，國防部因尊重軍法獨立，並未介入林毅夫案偵辦，不過目前軍法單位內部包括檢察官和法官對林毅夫案各有不同看法，其中認定林是敵前逃亡的「連續犯」或「即成犯」將是關鍵。一般軍法案件的偵查期限大多不超過2個月，但就林毅夫這種外界矚目的案件，扣除傳喚、調查到起訴等時間，應該不會超過10天，但目前入出境管理局僅同意林毅夫在台停留5天，勢必無法短期間內完成調查，為保存證據，承辦此案的檢察官限制林毅夫出境已在所難免。
《青年日報》報導，在民國91年（西元2002年），林毅夫申請返臺奔喪時，國防部、內政部與陸委會即已公開表達「人道考量同意入境」、「法律責任依法處理」、「叛逃行為嚴予譴責」三點立場。同年，依「投敵罪」發布通緝，迄今立場從未改變，該部亦重申，依人道立場，政府不會拒絕林毅夫入境。但其叛逃罪行屬於法律問題，並以韓戰期間，有位美軍人員叛逃到北韓，後來想回到美國的案件為例。
中華民國國防部發言人羅紹和於2012年4月指出「這不是尷不尷尬的問題」，並強調林毅夫涉犯的「投敵」罪嫌，牽涉到軍人應對國家忠誠的核心價值，國軍在處理上，絕不容有絲毫模糊空間。5月15日，國防部再度舉辦例行記者會，針對「星雲法師提出應讓林毅夫返台」的意見，該部重申從未拒絕林毅夫返台，並首度以「歡迎」返台的字眼做回應，但中華民國是法治國家，貫徹法治是民主自由國家的基本要求，政府施政也有一貫性，軍方對他採行法律追訴的立場並未改變。羅紹和表示，林毅夫既然已被國防部高等軍事法院檢察署通緝中，若林返台應由軍法機關依循相關法律程序處理，不受政治或其他因素干擾影響，希望他可以坦然面對法律問題。
國防部副部長高廣圻表示，林毅夫是因為《陸海空軍刑法》投敵罪發佈通緝，還參加中共黨政軍組織，符合投敵「繼續犯」。

## 林毅夫方面
2012年3月10日，陳雲英作為林毅夫的妻子代為回答，並反問媒體，「林毅夫能否回台祭祖為什麼能被這麼多的人所關心，你們想過嗎？『這不是我一家的問題，也不是林毅夫一個人的問題』，這個問題代表了過去年代『幾十萬家庭的傷痛』」。陳雲英說，「我只能安慰我的丈夫，說實話，我經常要安慰我的丈夫，說你再等等、再等等，總有那麼一天，台海兩岸和諧的時候，我陪著你回家，你不要著急」，「我不知道，我沒有答案呢。這只是我的一個夢想，可能是我家先生的一個夢想。我們也許要因此非常的長壽，長壽到我們一百歲回家」。
2012年4月16日，林毅夫在美國華府再次表達對台灣的鄉愁與返台祭祖心願，「鄉愁像鄉音一樣，是我潛意識的一部分，我當然希望回去」。他表示，當年離開台灣，「不是不喜歡台灣」、「台灣人就是中國人，台灣與大陸分離是歷史的悲劇，追求中國統一和富強是這一代知識分子的責任」，對無法返鄉，他說：「會遺憾，不會後悔。」林毅夫說，高華柱是當年他在金門服役的營長，在我內心，他（高華柱）是我的大哥，也是很有理想的人，我很尊敬他，如果我回去讓他覺得很尷尬，我可以再等。

## 監察院方面
監察院國防及情報委員會2009年7月23日通過監委葉耀鵬、趙昌平提案糾正國防部，指出該部對林毅夫案多年來採淡化消極處理態度，經他人告發後才發布通緝，但是迄今仍未就類似案件建立配套措施，對於「叛逃人員」之法律適用問題，迄今也仍未定論，引發外界爭議，斲傷國軍威信並影響當事人權益。
對於監察院彈劾國防部，立法委員楊瓊瓔強調，在監察院已做出處置的情況下，希望國防部好好檢討，到底當時為何拖延這麼長時間，且表示：「我們認為監察員彈劾（應為糾正）國防部不是針對林毅夫的個案，而是針對為什麼逃亡這麼久之後，才進行通緝。這其中是不是有缺失？而非只針對林毅夫是不是得讓他回來或者是不得讓他回來。」
監委認為，金門在民國68年（西元1979年）仍屬外島戒嚴地區，應適用特別法之戰時軍律處「死刑」之重罪，法定追訴時效為20年。惟其當時因未獲證投共而認定失蹤，並予辦理撫卹。依國防部軍法司於91年5月29日所提研處意見指出，林毅夫叛逃事件所涉戰時軍律及妨害軍機治罪條例等罪，均已罹於追訴時效，無法再對其追訴；但是，國防部高等軍事法院檢察署卻依90年間修正公布之陸海空軍刑法第24條第1項「投敵」罪嫌，於91年11月發布通緝，並未「適用最有利於行為人之法律」。
2014年6月12日，中華民國監察院通過葉耀鵬與李復甸的調查報告，認為國防部與法務部認定林毅夫投敵為「繼續犯」提出通緝，是侵害人身自由及居住遷徙自由。監察院主張此事為既成犯，聲請大法官會議進行解釋。李復甸則稱，此案沒有政治考量，監委希望聲請大法官會議法律命令統一解釋，是因為此案涉及法律疑義以及人權保障的問題。李復甸表示，監院與國防部、法務部意見不一時，本來就可以聲請大法官會議解釋。不過，監察院司獄委員會昨討論此案時，為了思考周全起見，將先發函行政院後，再聲請大法官會議統一解釋。

## 行政院方面
行政院表示，經國防部高軍檢持續向國安局、軍情局查證結果，林毅夫現為中共全國政協常委，仍任職於中共黨政機構，其投敵犯行仍繼續中，犯罪行為尚未終了，追訴權時效尚未開始起算。行政院指出，政府雖在80年5月1日終止動員戡亂時期，但兩岸在軍事上仍處「武力對峙狀態」，中共仍屬陸海空軍刑法所定的「敵人」；以前陸軍少將羅賢哲為中共蒐集情報案為例，最高法院於2012年4月26日即認定中共為「敵人」，羅賢哲依陸海空軍刑法「為敵人從事間諜活動」等罪，處無期徒刑，褫奪公權終身，駁回上訴定讞。

## 立法委員

### 民主進步黨
民進黨立委蔡煌瑯指出，林毅夫是正港的台灣人，有權利回到故鄉，但他應面對台灣法律，過去曾經背叛國家，法律上還有追溯責任。又表示，林毅夫已經是世界銀行副總裁，有崇高的國際地位，希望法律對林毅夫的追究可用另外特別條款，期盼兩全其美，也能夠周全，既面對法律，也可回到台灣來。
林故鄉宜蘭選出的民進黨立委陳歐珀表示：「我不是為林講話，部長講什麼兇話（指林回來就逮捕），我帶他回來要不要逮捕他？林是華人驕傲，到底危害台灣什麼事？」

### 中國國民黨
國民黨立委林郁方表示：「現役軍人叛國是非常嚴重的事，即使兩岸關係已改善，軍隊還是國家安全的最後一道防線；對於林毅夫的返台，不宜從寬解釋」、「同情林毅夫，以人道來講，或許該讓他回來，但林當年作選擇，就該知道後果是什麼，他贊同林毅夫如果回來，國防部要用現存法律處理，且現在中國對台灣打壓軍事滲透，林毅夫如果有對此批判，他就贊成讓林回來。」
國民黨立委廖正井質疑：「彭婉如、林義雄等案，追溯期都快到了，但林毅夫卻因被視為繼續犯案，沒有追溯截止的一天。」
國民黨立委謝國樑 2013年9月25日向行政院提出質詢，指他接獲法界學者的投書，對於林毅夫仍被以投敵罪繼續犯持續發布通緝，認為對其犯罪行為終了的法理解釋不當，要求行政院就疑慮提出說明。

### 親民黨
親民黨立法院黨團總召李桐豪表示，如果林毅夫沒有受到任何處置就能順利回台，對台灣國家體制、軍隊紀律都會產生傷害，至少林毅夫要先表達可被中華民國人民接受的歉意，否則他勸林毅夫最好暫時別再有這種念頭。李又說，陳水扁如果承認錯誤，人民比較容易原諒，但林毅夫是一個叛逃軍官，涉及國家體制、軍隊領導統御問題，是非常嚴肅的問題。

## 其它看法
入出國及移民署副署長何榮村表示，林毅夫是現任中共官員，假設國安會、國安局都沒有意見，依照相關法令規定，經由聯審會審查，我們會准他進來。
實踐大學副教授賴岳謙表示：「從內戰的角度來看待兩岸，林毅夫的問題自然能解。中共已不被我方視為叛亂團體，即使林毅夫是繼續犯；更何況林毅夫是否是繼續犯，在法學上尚有爭議的情況下，他的犯行也因為中共不再被我方視為叛亂團體而非叛敵者。每次看到軍界裡的官長們，動不動就用民族氣節或軍人氣節的大道理來面對林毅夫問題，我們真不知兩岸間的結，該如何才能解得開。」並說，我們可否借林毅夫的問題，重新探討國共間的歷史恩怨，釐清兩岸間的關係，或許可以為兩岸的永續發展找到一條新的出路。
佛光山人間通訊社公開星雲法師的撰文，希望政府基於慈悲與仁愛、社會和諧，赦免人在中國大陸的經濟學者林毅夫能回台和家人團聚。星雲表示當初林毅夫叛逃時，依照軍令，罪大惡極；但兩岸關係今非昔比，在揚棄敵對、擱置爭議、共同追求和平友好的現在，兩岸都應「一笑泯恩仇」，重新建立互信互助的寬容雅量，「為什麼獨排林毅夫於恩義之外，讓他有家難歸、有親難投呢？」星雲說，撰寫此文非受人之託，也不認識林毅夫，而是基於慈悲與仁愛提此建議，希望馬英九總統參酌考量。
台灣《中國時報》新聞分析〈兩岸避談叛逃難題 不如攤開對話〉提到：「林毅夫、黃植誠的叛逃行為都已超過特殊司法追訴30年期限，但因軍檢單位堅持『行為繼續犯』的法理見解，使這類案件的適時處置，難上加難；希望藉由總統『特赦』的政治解決，也仍缺乏強而有力的社會條件。」
資深媒體人趙少康表示：「從法律面來看，林毅夫案也過了追溯期，軍方認定林毅夫仍持續叛亂中的看法，只不過是拉不下面子，有點勉強過頭。更何況現在有許多退役將領絡繹於途到中國大陸訪問，難道他們知道的機密會比林毅夫區區一個上尉還要少？林在對岸也未從事軍事工作，而是專注在財經方面，對於兩岸經貿交流和合作，將可扮演一個不錯的中間橋樑角色。」趙少康認為，星雲大師主要是從「冤家宜解不宜結、得饒人處且饒人」的角度思考，其看法值得馬英九總統一聽。

## 外部連結
- . 高點法律網. 2002年6月. （原始内容存档于2013-04-19） （中文（繁體））.
- 曾健民. . 台灣立報. 2012-04-18. （原始内容存档于2019-11-28） （中文（繁體））.
- 端木少華. . 今日新聞網. 2012-05-17. （原始内容存档于2012-07-20） （中文（繁體））.
- 趙少康. . 蘋果日報. 2012-05-18. （原始内容存档于2016-03-12） （中文（繁體））.
- 林松青. . 聯合報. 2013-03-16. （原始内容存档于2013-03-18） （中文（繁體））.
- 聯合報╱黑白集. . 聯合新聞網. 2014-04-14. （原始内容存档于2014-01-15） （中文（繁體））.